# Крістін Ченовет
Крістін Дон Че́новет (англ. Kristin Dawn Chenoweth, МФА: [/ˈtʃɛnoʊwɛθ/], при народженні Крісті, англ. Kristi (нар. 24 липня 1968, Брокен-Арроу, Оклахома, США) — американська акторка, співачка, авторка пісень і письменниця, відома за виступами в музичному театрі, кіно і на телебаченні.
Ченовет ще з дитинства займалася музикою, співаючи у християнських хорах, а згодом вирішила продовжити кар'єру як оперна співачка. У 1997 році дебютувала на бродвейській сцені. Ченовет здобула першу популярність після ролі в мюзиклі «Ти хороша людина, Чарлі Браун» (1999), який приніс їй премію «Тоні». У 2001 році вона отримала свою першу головну роль в недовгому комедійному телесеріалі NBC «Крістін». У 2003 році вона досягла більшої популярності завдяки головній ролі у бродвейському мюзиклі «Зла», який приніс їй номінації на премії «Тоні» і «Драма Деск». З 2004 по 2006 рр. вона виконувала роль медіаконсультанта Аннабет Шотт у політичній драмі NBC «Західне крило» (2004—2006), а з 2007 по 2009 рік вона грала роль офіціантки Олів Снук в комедійній драмі каналу ABC «Живий за викликом», яка принесла їй премію «Еммі» у 2009 році.
Як професійна співачка та автор пісень, Ченовет випустила вісім студійних альбомів, а також кілька синглів. Вона була запрошеною зіркою в багатьох телешоу, таких як «Вулиця Сезам» та «Хор», за роль в якому вона була номінована на премію «Еммі» у 2010 і 2011 роках. Вона також знялася в телесеріалі ABC «Побожні стерви» у 2012 році. У повнометражному кіно знялася в таких картинах як «Чаклунка» (2005), «Рожева пантера» (2006), «Дурдом на колесах» (2006), «Чотири Різдва» (2008) та «Знову ти» (2010).
У липні 2015 року Крістін удостоїлася іменної зірки на Алеї слави в Голлівуді.

## Дитинство та юність
Крісті Дон Ченовет народилася 24 липня 1968 року в місті Брокен-Арроу, передмісті Талси, штат Оклахома, США. За словами Ченовет, вона на чверть індіанка-черокі. У підлітковому віці вона співала госпел в місцевих церквах. У віці 12 років виконала християнську пісню співачки Еві Торнквіст-Карлссон «Four Feet Eleven» на національній Південній баптистській конвенції.
Будучи дитиною, в 1982 році вона пробувалася на роль сироти у фільмі «Енні», кіноверсії однойменного бродвейського мюзиклу. Роль не отримала, тому що її нью-йоркський акцент звучав занадто фальшиво.
Після закінчення середньої школи в Брокен-Арроу Ченовет вступила до Університету Оклахоми, де була членом жіночого товариства Gamma Phi Beta. У 1991 році брала участь у конкурсі «Міс Оклахома», де посіла друге місце.
Ченовет брала участь у кількох конкурсах талантів. Національна рада театру Метрополітен-опера назвав її «найталановитішою і найперспективнішою співачкою». Вона закінчила Університет Оклахоми зі ступенем бакалавра музичного театру і зі ступенем магістра оперного співу. Коли Крістін готувалася до вступу в Академію виконавчого мистецтва в Філадельфії, друзі запропонували їй як експеримент сходити на прослуховування в оф-бродвейському мюзикл «Знищувачі тварин», в якому вона отримала роль Арабелли Ріттенгаус. Пізніше вона відмовилася від стипендії на навчання та переїхала до Нью-Йорку, щоб виступати у мюзиклі та продовжити кар'єру в театрі.

## Кар'єра

### Театр
Після мюзиклу «Знищувачі тварин», Ченовет продовжувала виступати в регіональних театрах. Вона виступала в мюзиклах «Babes in Arms» і «Phantom» (разом з якими вона вирушила на гастролі Німеччиною), а пізніше брала участь в оф-бродвейських постановках «Фантастікс» і «Box Office of the Damned». Про роль Ченовет (Гіацинти) у п'єсі Мольєра «Витівки Скапена» вперше (1997 р.) написали в огляді «Нью-Йорк таймс»: «Плаксива та наївна у виконанні Крістін Ченовет — чудова знахідка». Навесні 1997 року відбувся бродвейський дебют Ченовет у мюзиклі Джона Кандера і Фреда Ебба «Steel Pier». Попри невеликий успіх, мюзикл приніс акторці першу нагороду в кар'єрі — «Театральний світ» (англ. Theatre World Award).
1998 р. - участь в концертних постановках, таких як «Зберіть оркестр» (Strike Up the Band) Джорджа Гершвіна та «Новий мозок» Вільяма Фінна.
У 1999 році Крістін Ченовет отримала роль, яка дала поштовх її театральній кар'єрі — роль Саллі Браун у бродвейській постановці мюзиклу Кларка Гесснера «Ти хороша людина, Чарлі Браун». За цю роль акторка отримала премії «Тоні», «Драма Деск», нагороду імені Кларенса Дервента і Outer Critics Circle Award. У тому ж році вона виконала головну роль у бродвейській комічній постановці «Епічні масштаби», а рік по тому — в п'єсі «В ясний день побачиш вічність».
У наступні роки Ченовет робила кар'єру на телебаченні, в музиці та кіно, і стала приділяти театру трохи менше часу. У 2001 році вона випустила свій дебютний сольний альбом, а рік потому виступила на сцені City Center Encores. У жовтні 2003 року вона повернулася на Бродвей у головній ролі Глінди, Доброї Відьми з мюзиклу Стівена Шварца «Зла». Шоу стало комерційним хітом, а Ченовет отримала другу в кар'єрі номінацію на премію «Тоні» у 2004 році, але програла своїй колезі по шоу Ідіні Мензель, яка зіграла Злу Відьму. Вона також була номінована на премію «Драма Деск» за свою роль. Ченовет покинула мюзикл після дев'яти місяців участі 18 липня 2004 року, і незабаром приєдналася до акторського ансамблю драматичного телесеріалу «Західне крило».
Після мюзиклу «Зла», Ченовет виконала роль Кунігунди в мюзиклі Леонарда Бернстайна «Кандид». Телеверсія мюзиклу транслювалася на каналі PBS в рамках програми-антології «Великі виконавці». З грудня 2006 по березень 2007 року вона зіграла відразу три ролі в спектаклі «Яблучне дерево». Була номінована на премії «Драма Деск» і «Ліги Драми». Ченовет також виступила в ролі ведучої вручення церемонії «Драма Деск».
У 2006 році вона з'явилася в постановці Мела Брукса «Молодий Франкенштейн», адаптації однойменного кінофільму 1974 року. У 2009 році вона виступала в мюзиклі «Музика в ефірі». Планувалося, що Ченовет виконуватиме головну роль в мюзиклі «Привиди Версаля», який повинен був виходити в Метрополітен-опера у 2010 році, однак виробникам довелося скасувати дороге виробництво через економічну кризу.
У 2010 році Ченовет зіграла головну роль в мюзиклі «Обіцянки, обіцянки», прем'єра якого відбулась 25 квітня 2010 року. Спеціально для неї в шоу були додані дві нові пісні: «I Say a Little Prayer» і «A House Is Not a Home». Шоу завершилося 2 січня 2011 року, хоча вона пропустила вистави, що виходили з 29 грудня 2010 по 1 січня 2011 року через участь у новорічному концерті в Walt Disney Concert Hall 31 грудня.
У 2015 році Ченовет повернулася на Бродвей з головною роллю в мюзиклі «On the Twentieth Century». Роль принесла їй ще одну номінацію на «Тоні».

### Телебачення
Ченовет розпочала свою кар'єру на телебаченні в кінці 1990-х з гостьових ролей в серіалах LateLine і Paramour, а також зі другорядних ролей в декількох телефільмах, таких як «Енні» і «Сім троянд».
У 2001 році вона виконала головну роль в напівавтобіографічному комедійному серіалі «Крістін». Він був знятий з ефіру після виходу шести епізодів з тринадцяти знятих. У 2003 році вона зіграла головну роль разом із Меттью Бродеріком в музичному телефільмі «Музична людина». Вона також з'явилася в епізодах таких серіалів як «Фрейзер» (2001), «Вулиця Сезам» (2004) і «Не краса по-американськи» (2007).
У 2004 році вона почала грати роль Аннабет Шотт в політичній драмі телеканалу NBC «Західне крило». За час участі в серіалі вона була двічі номінована на премію Гільдії кіноакторів США за найкращий акторський ансамбль в драматичному серіалі. Акторка виконувала свою роль до самого фіналу шоу у 2006 році.
З 2007 по 2009 рік Ченовет виконувала роль Олів Снук в телесеріалі ABC «Живий за викликом». За виконання цієї ролі Ченовет отримала хороші відгуки від телевізійних критиків, а також два роки поспіль номінувалася на премію «Еммі», перемігши у 2009 році в категорії «Найкраща акторка другого плану в комедійному телесеріалі». Попри хороші відгуки й ряд нагород і номінацій, серіал був закритий у 2009 році після двох сезонів.
У 2009 році вона озвучила одного з головних персонажів в мультсеріалі «Сідай, двійка!». Шоу було закрито після одного сезону з тринадцяти епізодів. У тому ж році Ченовет була запрошеною зіркою в першому сезоні музичного серіалу «Хор», виконавши роль Ейпріл Родс, співачки середніх років, яка страждає від алкоголізму і так і не закінчила середню школу через прагнення стати зіркою. Виступ Ченовет в шоу отримав масу схвальних відгуків від критиків. Так, рецензент USA Today написав: «Присутність персонажа, можливо, не має сенсу, але якщо це означає, що ми зможемо чути спів Ченовет, ми можемо змиритися з тим, що сценаристи експлуатують її, поки у неї не буде чогось кращого». Вона повернулася в шоу у квітні 2010 року, в епізоді «Home». Критик Los Angeles Times дав коментар епізоду: «Найкраще в епізоді — це безсумнівно повернення Крістін Ченовет в ролі Ейпріл. Її палкий дует „Fire“ з Шустером, і виконання „One Less Bell to Answer“, зробило так, що моє серце не витримало, і коли вона виконала „A House Is Not a Home“ і „Home“, я закохався в неї знову». Ченовет знову з'явилася в серіалі в травні 2011 року в епізоді «Rumours». За свою роль Ейпріл вона була номінована на премію «Еммі» в категорії «Найкраща запрошена акторка в комедійному телесеріалі» у 2010 і 2011 роках. Вона також виграла премію «Супутник» в кінці 2009 року за виступ в епізоді «The Rhodes Not Taken».
У березні 2011 року, було оголошено, що Ченовет приєдналася до зйомок пілотного епізоду серіалу для каналу ABC, заснованого на книзі Кім Гатлін зі спірною назвою «Хороші християнські суки». Вона виконує роль персонажа, на ім'я Карлін Кокберн. 13 травня 2011 року канал замовив зйомки першого сезону, і змінив назву на «Побожні стерви». Прем'єра відбулася 4 березня 2012 року, а фінал був показаний 6 травня того ж року. ABC закрив серіал 11 травня після першого сезону.

### Кіно
Ченовет ніколи не виконувала головних ролей в голлівудських фільмах, однак у неї було безліч характерних ролей в ряді комерційно успішних комедій. Ченовет дебютувала в кіно у 2002 році з роллю в незалежному фільмі «Топ, топ, Блеф». Через кілька років вона повернулася в кіно, знявшись в кіноверсії популярного телесеріалу «Моя дружина мене причарувала» — «Чаклунка» режисера Нори Ефрон. На одній з вистав мюзиклу «Зла» була присутня акторка та продюсерка Ніколь Кідман, яку настільки вразила Ченовет, що вона попросила режисерку, щоб та взяла її в «Чаклунку». Вона виконала роль Марії Келлі, сусідки й подруги героїні Кідман. Рік по тому Ченовет з'явилася відразу в п'яти фільмах великих Голлівудських студій: «Рожева пантера», «Дурдом на колесах», «На гострій грані», «Ласкаво просимо, або Сусідам вхід заборонено» і «Персонаж».
24 лютого 2008 року Ченовет виконала пісню «That's How You Know» з кінофільму «Зачарована» на 80-й церемонії нагородження премією «Оскар» в Театрі Кодак. У тому ж році вона брала участь в озвучуванні Розетти, одного з головних персонажів мультфільму «Феї». У листопаді того ж року вона з'явилася в різдвяній комедії «Чотири Різдва», зігравши роль старшої сестри героїні Різ Візерспун.
У 2009 році Ченовет зіграла свою першу головну роль в кіно, в незалежній драмі «Спокуса». Картина отримала ряд схвальних відгуків від критиків, а її прем'єра відбулася на кінофестивалі в Ньюпорт-Біч. Фільм був випущений в обмежений прокат, а після на DVD. Також у 2009 році в прокат вийшов сиквел мультфільму «Феї» — «Феї: Загублений скарб», а у 2010 році й третя частина під назвою «Феї: Фантастичний порятунок». У 2010 році вона з'явилася в комедії «Знову ти», з Крістен Белл, Сігурні Вівер, Одет Еннейбл, Джеймі Лі Кертіс і Бетті Вайт.

### Музика
Ченовет має специфічний голос, через який її часто порівнюють з комічним персонажем 1930-х років, Бетті Буп. Її голос має чотири октави.
У 1992 році вона брала участь в записі альбому бродвейського мюзиклу «The Most Happy Fella». Її партії також можна почути в альбомах таких мюзиклів, як «A New Brain» (1998) і «You're a Good Man, Charlie Brown» (1999), а також в «110 in the Shade» (1999). У 2000 році вона записала кілька пісень для альбому «Grateful: The Songs of John Bucchino», а рік по тому вона разом з Менді Патінкіном записала альбом «Kidults».
У 2001 році вона випустила свій дебютний альбом під назвою «Let Yourself Go», який складався з кавер-версій популярних джазових пісень тридцятих років. Одна з пісень була дуетом з актором Джейсоном Александером. У жовтні 2002 року вона виконала кілька пісень зі свого альбому на концерті в Лінкольн-центрі. У тому ж році вона постала в образі Фанні Брайс в рамках благодійного концерту в Нью-Йорку. У 2003 році вона дала сольний концерт в рамках Divas at Donmar режисера Сема Мендеса.
5 квітня 2005 року вона випустила свій другий студійний альбом під назвою «Is I Am». Він містив у собі християнські пісні, і досяг 31-го рядку в чарті Християнських альбомів Billboard. У тому ж році Ченовет дала концерт в Карнеґі-хол. 19 січня 2007 року вона дала сольний концерт в Метрополітен-опері в Нью-Йорку, ставши третьою зіркою мюзиклів, після Барбари Кук і Іви Монтани, що виступала на даному майданчику.
14 жовтня 2008 року вона випустила свій третій студійний альбом «A Lovely Way to Spend Christmas». Альбом, присвячений різдвяній тематиці, досяг 77-го рядка в чарті Billboard 200, а також очолив чарт незалежних альбомів. Серед інших виступів Ченовет можна відзначити сольний концерт з Сент-Луїським симфонічним оркестром у 2009 році.
У серпні 2010 року Ченовет узалась до запису свого четвертого студійного альбому в жанрі кантрі. 13 вересня 2011 року альбом «Some Lessons Learned» був випущений в продаж. У написанні пісень брали участь Даян Воррен, Доллі Партон, Гілларі Скотт, а також сама Ченовет, яка долучилася до кола співавторів двох композицій. Альбом досяг 50-го рядку в Billboard 200 і 14-го — в Top Country Albums. З альбому було випущено три сингли: «I Want Somebody (Bitch About)», «Lessons Learned» і «Fathers and Daughters». «I Want Somebody» досяг 19-го місця в чарті відеокліпів каналу CMT.
У грудні 2011 року вона виступила в ролі ведучої на церемонії вручення щорічної премії American Country Music Awards. В рамках церемонії вона виконала одну з пісень зі свого останнього студійного альбому.

## Особисте життя
Ченовет довго не одружувалася й не має дітей. Протягом трьох років була в стосунках з театральним актором Марком Кудішем, у 2001 році вони розлучилися. Деякий час зустрічалася зі сценаристом Аароном Соркіним. У серіалі Соркіна «Студія 60 на Сансет-стріт» персонажка Гаррієт Гейс (виконала Сара Полсон) була частково створена за образом Ченовет.
У 2009 році акторка написала мемуари під назвою «A Little Bit Wicked: Life, Love, and Faith in Stages», в яких описувався шлях від акторки мюзиклів до роботи в голлівудських фільмах. Вона зазначила, що не ставила за мету розповісти в книзі все про себе, а замість цього фокусувалася на тому, хто і яка вона. Книга вийшла 14 квітня 2009 року.
Має собаку, на ім'я Медді, названу на честь кумирки Ченовет — акторки Медлін Кан, яка померла в 1999 році.
У 2006 році журнал FHM поставив її на 49-те місце в списку «100 найсексуальніших жінок у світі».
Ченовет часто говорить про своє віросповідання. Вона описує себе як «ліберальну християнку без забобонів». В інтерв'ю «The New York Times» вона заявила, що підтримує права сексуальних меншин.
Вона має хворобу Меньєра, захворювання внутрішнього вуха, що викликає збільшення кількості рідини в його порожнині. Рідина тисне на клітини, що регулюють орієнтацію тіла в просторі й збереження рівноваги. Вона сказала, що під час деяких виступів їй доводилося спиратися на партнерів, щоб зберегти рівновагу, а також що хвороба змусила її пропустити кілька важливих виступів.
У травні 2010 року Ченовет виступила із захистом свого партнера по мюзиклу «Обіцянки, обіцянки», відкритого ґея Шона Гейса, коли критик Рамін Сетодеш із журналу «Newsweek» назвав його виступ «дерев'яним і нещирим», і що їхній колега Джонатан Ґрофф, також відкритий ґей, має аналогічні проблеми у виконанні ролей. За словами критика, жоден ґей не може прийнятно виконувати роль гетеросексуала. Акторка назвала статтю «жахливо гомофобною», і розкритикувала думку Сетодеша, назвавши його огляд «знущанням на рівні середньої школи». Ченовет стверджувала, що глядачі приходять в театр, щоб «вирушити в подорож», а не думати про сексуальну орієнтацію акторів. Історія набула широкого суспільного резонансу і пізніше була переказана в таких виданнях як «The New York Times» і «Los Angeles Times».
У 2018 році Крістін Ченовет почала зустрічатися з Джошем Брайантом, гітаристом кантрі-гурту Backroad Anthem. Вони заручилися в 2021 році і одружилися 2 вересня 2023 року.

## Ролі

### Бродвей
| Рік       | Назва українською             | Оригінальна назва                | Роль                        | Театр                         |
| --------- | ----------------------------- | -------------------------------- | --------------------------- | ----------------------------- |
| 1997      | Скарб                         | Steel Pier                       | МакКюр                      | Театр Річарда Роджерса        |
| 1999      | Ти хороша людина, Чарлі Браун | You're a Good Man, Charlie Brown | Саллі Браун                 | Театр Амбасадор               |
| 1999      | Епічні масштаби               | Epic Proportions                 | Луїза Гудман                | Театр Хелен Хейс              |
| 2003—2004 | Зла                           | Wicked                           | Глінда                      | Театр Джорджа Гершвіна        |
| 2006—2007 | Яблуня                        | The Apple Tree                   | Єва, Принцеса Барбара, Елла | Студія 54                     |
| 2010—2011 | Обіцянки, обіцянки            | Promises, Promises               | Френ Кубелик                | Театр Бродвей                 |
| 2015      | У двадцятому сторіччі         | On the Twentieth Century         | Лілі Гарленд                | Театр Американських авіаліній |
| 2016      | Мій любовний лист до Бродвею  | My Love Letter to Broadway       | сама себе                   | Театр Лант-Фонтанн            |
| 2019      | Крістін Ченовет: Для дівчат   | Kristin Chenoweth: For the Girls | сама себе                   | Нідерландський театр          |
| 2023      | Гутенберг! Мюзикл!            | Gutenberg! The Musical!          | Продюсер                    | Театр Джеймса Ерла Джонса     |

### Оф-Бродвей
| Рік        | Назва українською               | Оригінальна назва               | Роль                  | Театр                            |
| ---------- | ------------------------------- | ------------------------------- | --------------------- | -------------------------------- |
| 1991       | Король і я                      | The King and I                  | Туптім                | Музичний театр Вічіта            |
| 1993       |                                 | Animal Crackers                 | Арабелла Ріттенхаус   | Paper Mill Playhouse             |
| 1994       | Каса проклятих                  | Box Office of the Damned        | Крісті                | Компанія "Класична сцена"        |
| 1994       | Дами в морі                     | Dames at Sea                    | Рубі                  | Театр Гарольда Клармана          |
| 1994       | Фантом                          | Phantom                         | Крістін Даає          | Музичний театр Північного берега |
| 1995       | Фантом                          | Phantom                         | Крістін Даає          | Німецький тур                    |
| 1995       | Фантастікс                      | The Fantasticks                 | Луїза                 | Театр на Салліван-стріт          |
| 1995, 2002 | Заводьте оркестр                | Strike Up the Band              | Енн Дрейпер           | Оперний театр Гудспід            |
| 1997       | Скапен-Штукар                   | Scapin                          | Гіацинт               | Театр Лаури Пелс                 |
| 1998       | Новий мозок                     | A New Brain                     | Ненсі Д. / Офіціантка | Лінкольн-центр                   |
| 1998       | Ти хороша людина, Чарлі Браун   | You're A Good Man Charlie Brown | Саллі Браун           | Національний тур                 |
| 2003       | Зла                             | Wicked                          | Глінда                | Театр Курран                     |
| 2009       | Любов, втрата і те, що я носила | Love, Loss, and What I Wore     | -                     | Театр Вестсайд                   |
| 2024       | Королева Версалю                | The Queen of Versailles         | Джекі Сіґел           | Колоніальний театр               |

### Фільми
| Рік  | Назва українською                             | Оригінальна назва                      | Роль                         |
| ---- | --------------------------------------------- | -------------------------------------- | ---------------------------- |
| 2002 | Топа-Топа-Блефс                               | Topa Topa Bluffs                       | Патті                        |
| 2005 | Чаклунка                                      | Bewitched                              | Марія Келлі                  |
| 2006 | Рожева пантера                                | The Pink Panther                       | Шері                         |
| 2006 | Дурдом на колесах                             | RV                                     | Мері Джо Горнік              |
| 2006 | На гострій грані                              | Running with Scissors                  | Ферн Стюарт                  |
| 2006 | Персонаж                                      | Stranger than Fiction                  | телеведуча книжкового каналу |
| 2006 | Ласкаво просимо, або Сусідам вхід заборонений | Deck the Halls                         | Тіа Голл                     |
| 2006 | Різдвяна пісня на вулиці Сезам                | A Sesame Street Christmas Carol        | Різдвяна пісня               |
| 2008 | Космомавпи                                    | Space Chimps                           | Кіловат                      |
| 2008 | Феї                                           | Tinker Bell                            | Розетта                      |
| 2008 | Чотири Різдва                                 | Four Christmases                       | Кортні                       |
| 2009 | У спокусі                                     | Into Temptation                        | Лінда Салерно                |
| 2009 | Феї: Загублений скарб                         | Tinker Bell and the Lost Treasure      | Розетта                      |
| 2010 | Феї: Фантастичний порятунок                   | Tinker Bell and the Great Fairy Rescue | Розетта                      |
| 2010 | Знову ти                                      | You Again                              | Джорджія Кінг                |
| 2012 | Хапай та тікай                                | Hit and Run                            | Деббі Крігер                 |
| 2013 | Сімейний уїк-енд                              | Family Weekend                         | Саманта Сміт-Дангі           |
| 2014 | Протилежна стать                              | The Opposite Sex                       | місіс Кемп                   |
| 2014 | Ріо 2                                         | Rio 2                                  | Гебі                         |
| 2015 | Дивні чари                                    | Strange Magic                          | Фея драже                    |
| 2015 | Фатальна пристрасть                           | The Boy Next Door                      | Вікі Ленсінг                 |
| 2015 | Снупі та Чарлі Браун: Дрібнота у кіно         | The Peanuts Movie                      | Фіфі                         |
| 2016 | Насильно милий не будеш                       | Hard Sell                              | Лорна Бьюкенен               |
| 2017 | Класний чин                                   | Class Rank                             | Джанет Краусс                |
| 2017 | My Little Pony у кіно                         | My Little Pony: The Movie              | Принцеса Скайстар            |
| 2017 | Різдвяна зірка                                | The Star                               | Еббі                         |
| 2020 | Відьми                                        | The Witches                            | Дейзі, Мері                  |
| 2020 | Пара на свята                                 | Holidate                               | тітка Сьюзен                 |
| 2021 | Національні чемпіони                          | National Champions                     | Бейлі Лазор                  |
| 2022 | Брати                                         | Bros                                   | сама себе                    |
| 2024 | Wicked: Чародійка                             | Wicked                                 | Суперзірка Wiz-O-Mania       |
| 2024 | Наша маленька таємниця                        | Our Little Secret                      | Еріка                        |

### Телебачення
| Рік             | Назва українською                   | Оригінальна назва                                    | Роль                               | Примітки                                        |
| --------------- | ----------------------------------- | ---------------------------------------------------- | ---------------------------------- | ----------------------------------------------- |
| 1999            | Енні                                | Annie                                                | Лілі Сент-Реджис                   | телефільм                                       |
| 1999            |                                     | LateLine                                             | Крістін                            | Серія: "The Christian Guy"                      |
| 1999            |                                     | Paramour                                             | невідомо                           | міні-серіал                                     |
| 2001            | Сім роз                             | Seven Roses                                          | невідомо                           | телефільм                                       |
| 2001            | Крістін                             | Kristin                                              | Крістін Янсі                       | 13 серій (7 не вийшли в ефір)                   |
| 2001            | Фрейзер                             | Frasier                                              | Порша Сендерс                      | Серія: «Junior Agent»                           |
| 2002            |                                     | Baby Bob                                             | Крістал Картер                     | Серія: «Talking Babies Say the Darndest Things» |
| 2003            | Музична людина                      | The Music Man                                        | Маріан Пару                        | телефільм                                       |
| 2003            |                                     | Fillmore!                                            | екскурсовод музею                  | Озвучка, серія: «Masterstroke of Malevolence»   |
| 2005            | Великі вистави                      | Great Performances                                   | Кунегонде                          | Серія: «Leonard Bernstein's Candide»            |
| 2004–2006       | Західне крило                       | The West Wing                                        | Аннабет Шотт                       | 34 серії                                        |
| 2003, 2006      | Вулиця Сезам                        | Sesame Street                                        | пані Локшина                       | 2 серії                                         |
| 2001, 2007      | Світ Елмо                           | Elmo's World                                         | пані Локшина                       | 2 серії                                         |
| 2007            | Не краса по-американськи            | Ugly Betty                                           | Діана                              | Серія: «East Side Story»                        |
| 2007            | 52-й Драма Деск                     | 52nd Drama Desk Awards                               | ведуча                             | спеціальний випуск                              |
| 2007, 2018      | Робоцип                             | Robot Chicken                                        | різні голоси                       | озвучка, 2 серії                                |
| 2007–2009       | Живий за викликом                   | Pushing Daisies                                      | Олів Снук                          |                                                 |
| 2009            | Хлопчики з календаря                | Twelve Men of Christmas                              | Е. Дж. Бакстер                     | телефільм                                       |
| 2009            | Сідай, двійка!                      | Sit Down, Shut Up                                    | Чудо Ґрое                          | озвучка, 13 серій                               |
| 2009–2011, 2014 | Хор                                 | Glee                                                 | Ейпріл Родс                        | 5 серій                                         |
| 2012            | Побожні стерви                      | GCB                                                  | Карлін Кокберн                     | 10 серій                                        |
| 2012            | Кралі в Клівленді                   | Hot in Cleveland                                     | Кортні Прайс                       | Серія: «The Gateway Friend»                     |
| 2012            | Гарна дружина                       | The Good Wife                                        | Пеггі Бірн                         | 2 серії                                         |
| 2013            | Одягнися до весілля                 | Say Yes to the Dress                                 | сама себе                          | Серія: «Sisters Know Best»                      |
| 2013–2014       | Кірсті                              | Kirstie                                              | Бріттані Ґолд                      | 2 серії                                         |
| 2014–2019       | Кінь БоДжек                         | BoJack Horseman                                      | Ванесса Гекко, місіс вчителька-бот | озвучка, 5 серій                                |
| 2015            | Американський тато!                 | American Dad!                                        | Девін                              | Озвучка, серія: «LGBSteve»                      |
| 2015            | 69-а премія Тоні                    | 69th Tony Awards                                     | ведуча                             | спеціальний випуск                              |
| 2015            | Спадкоємці                          | Descendants                                          | Малефісента                        |                                                 |
| 2015            | Маппети                             | The Muppets                                          | сама себе                          | Серія: «The Ex-Factor»                          |
| 2016            | Лак для волос                       | Hairspray Live!                                      | Вельма фон Туссле                  | спеціальний випуск                              |
| 2017            | Американські боги                   | American Gods                                        | Остара                             | Серія: «Come to Jesus»                          |
| 2017            | Юна                                 | Younger                                              | Мерилін Келлер                     | Серія: «Post Truth»                             |
| 2018            | Мамця                               | Mom                                                  | Міранда                            | Серія: «Charlotte Brontë and a Backhoe»         |
| 2018            | Королівські гонки РуПола: Всі зірки | RuPaul's Drag Race: All Stars                        | Сама себе / Запрошена суддя        | Сезон 3, All Stars Snatch Game, серія 4         |
| 2018            | Метод проб і помилок                | Trial & Error                                        | Лавінія Пек-Фостер                 | 2 сезон                                         |
| 2018            |                                     | A Very Wicked Halloween                              | Глінда / сама себе                 | Спеціальний випуск: співведуча і виконавиця     |
| 2019            | Різдвяна історія кохання            | A Christmas Love Story                               | Кетрін Кларк                       | телефільм                                       |
| 2019            |                                     | Harvey Girls Forever!                                | Патті Пупе                         | Озвучка, серія: «The Puppets Take Meanhattan»   |
| 2020            |                                     | The Disney Family Singalong                          | ведуча на розігріві                | Спеціальний випуск «Співаємо разом»             |
| 2020            |                                     | Candy Land                                           | ведуча                             | 6 серій                                         |
| 2021–2023       | Шмиґадун!                           | Schmigadoon!                                         | Мілдред Лейтон / міс Кодвелл       |                                                 |
| 2021            | Голос                               | The Voice                                            | сама себе                          | радниця команди Аріани                          |
| 2021            |                                     | Let's Make a Deal                                    | сама себе                          | 2 серії                                         |
| 2022            |                                     | Keeper of the Ashes: The Oklahoma Girl Scout Murders | сама себе                          | 4 серії                                         |

## Дискографія

### Студійні альбоми
| Назва                                        | Відомості про альбом                                                                                  | Пік в чартах | Пік в чартах      | Пік в чартах  | Пік в чартах | Пік в чартах |
| Назва                                        | Відомості про альбом                                                                                  | США          | США Християнський | США Святковий | США Кантрі   | США Джаз     |
| -------------------------------------------- | --- | ------------ | ----------------- | ------------- | ------------ | ------------ |
| Let Yourself Go                              | - Реліз: 29 травня 2001 - Лейбл: Sony Music Entertainment (#89384) - Формат: CD, цифрове завантаження | —            | —                 | —             | —            | —            |
| As I Am                                      | - Реліз: 5 квітня 2005 - Лейбл: Sony Music Entertainment (#94384) - Формат: CD, цифрове завантаження  | —            | 31                | —             | —            | —            |
| A Lovely Way to Spend Christmas              | - Реліз: 14 жовтня 2008 - Лейбл: Sony Masterworks (#8869734256) - Формат: CD, цифрове завантаження    | 77           | —                 | 7             | —            | —            |
| Some Lessons Learned                         | - Реліз: 13 вересня 2011 - Лейбл: Sony Masterworks - Формат: CD, цифрове завантаження                 | 50           | —                 | —             | 14           | —            |
| Coming Home                                  | - Реліз: 17 листопада 2014 - Лейбл: Concord - Формат: CD, цифрове завантаження                        | 48           | —                 | —             | —            | —            |
| The Art of Elegance                          | - Реліз: 23 вересня 2016 - Лейбл: Concord - Формат: CD, цифрове завантаження                          | 36           | —                 | —             | —            | 1            |
| For the Girls                                | - Реліз: 27 вересня 2019 - Лейбл: Concord - Формат: CD, цифрове завантаження, стрімінг, вініл         | 68           | —                 | —             | —            | —            |
| Happiness Is...Christmas!                    | - Реліз: 22 жовтня 2021 - Лейбл: Concord - Формат: CD, цифрове завантаження, стрімінг, вініл          | —            | —                 | 17            | —            | —            |
| "—" позначає релізи, які не потрапили в чарт | |              |                   |               |              |              |

## Нагороди та номінації

### Театр
| Рік  | Нагорода                             | Категорія                                    | Номінація                     | Результат |
| ---- | ------------------------------------ | -------------------------------------------- | ----------------------------- | --------- |
| 1997 | Премія «Театральний світ»            | Найкращий бродвейський дебют                 | Скарб                         | Перемога  |
| 1999 | Тоні                                 | Найкраща жіноча роль другого плану в мюзиклі | Ти хороша людина, Чарлі Браун | Перемога  |
| 1999 | Драма Деск                           | Найкраща жіноча роль другого плану в мюзиклі | Ти хороша людина, Чарлі Браун | Перемога  |
| 1999 | Премія «Outer Critics Circle Awards» | Найкраща жіноча роль другого плану в мюзиклі | Ти хороша людина, Чарлі Браун | Перемога  |
| 2004 | Тоні                                 | Найкраща головна жіноча роль в мюзиклі       | Зла                           | Номінація |
| 2004 | Драма Деск                           | Найкраща головна жіноча роль в мюзиклі       | Зла                           | Номінація |
| 2004 | Премія «Outer Critics Circle Awards» | Найкраща головна жіноча роль в мюзиклі       | Зла                           | Номінація |
| 2007 | Драма Деск                           | Найкраща головна жіноча роль в мюзиклі       | Яблуня                        | Номінація |
| 2007 | Премія «Outer Critics Circle Awards» | Найкраща головна жіноча роль в мюзиклі       | Яблуня                        | Номінація |
| 2015 | Тоні                                 | Найкраща головна жіноча роль в мюзиклі       | У двадцятому сторіччі         | Номінація |
| 2015 | Драма Деск                           | Найкраща головна жіноча роль в мюзиклі       | У двадцятому сторіччі         | Перемога  |
| 2015 | Премія «Outer Critics Circle Awards» | Найкраща головна жіноча роль в мюзиклі       | У двадцятому сторіччі         | Перемога  |

### Телебачення
| Рік  | Нагорода                                            | Категорія                                                                | Номінація                              | Результат |
| ---- | --------------------------------------------------- | ------------------------------------------------------------------------ | -------------------------------------- | --------- |
| 2005 | Гільдія кіноакторів США                             | Найкращий акторський склад у драматичному серіалі                        | Західне крило                          | Номінація |
| 2006 | Гільдія кіноакторів США                             | Найкращий акторський склад у драматичному серіалі                        | Західне крило                          | Номінація |
| 2008 | Супутник                                            | Найкраща акторка другого плану в мінісеріалі, телесеріалі або телефільмі | Живий за викликом                      | Номінація |
| 2008 | Прайм-тайм премія «Еммі»                            | Найкраща жіноча роль другого плану у комедійному телесеріалі             | Живий за викликом                      | Номінація |
| 2009 | Прайм-тайм премія «Еммі»                            | Найкраща жіноча роль другого плану у комедійному телесеріалі             | Живий за викликом                      | Перемога  |
| 2010 | Прайм-тайм премія «Еммі»                            | Найкраща запрошена акторка в комедійному телесеріалі                     | Хор                                    | Номінація |
| 2011 | Прайм-тайм премія «Еммі»                            | Найкраща запрошена акторка в комедійному телесеріалі                     | Хор                                    | Номінація |
| 2012 | Вибір народу                                        | Найкраща запрошена телезірка                                             | Хор                                    | Номінація |
| 2016 | Прайм-тайм премія «Еммі»                            | Найкраща програма особливого типу                                        | 69-та церемонія вручення премії «Тоні» | Номінація |
| 2022 | Вибір телевізійних критиків                         | Найкраща жіноча роль другого плану у комедійному телесеріалі             | Шмиґадун!                              | Номінація |
| 2022 | Телевізійна премія Асоціації голлівудських критиків | Найкраща жіноча роль другого плану у комедійному стрімінговому серіалі   | Шмиґадун!                              | Номінація |
| 2023 | Телевізійна премія Асоціації голлівудських критиків | Найкраща жіноча роль другого плану у комедійному стрімінговому серіалі   | Шмиґадун!                              | Номінація |